# Långgrynnan (vid Rönnskären, Malax)
Långgrynnan med Tjärugrynnan är en ö i Finland. Den ligger i Norra kvarken och i kommunen Malax i den ekonomiska regionen  Vasa i landskapet Österbotten, i den västra delen av landet. Ön ligger omkring 41 kilometer väster om Vasa och omkring 390 kilometer nordväst om Helsingfors.
Öns area är 2,3 hektar och dess största längd är 390 meter i nord-sydlig riktning.

## Sammansmälta delöar
- Långgrynnan 63°05′07″N 20°49′21″Ö / 63.08529°N 20.82246°Ö
- Tjärugrynnan 63°05′00″N 20°49′24″Ö / 63.08333°N 20.8233°Ö

## Klimat
Inlandsklimat råder i trakten. Årsmedeltemperaturen i trakten är 4 °C. Den varmaste månaden är september, då medeltemperaturen är 14 °C, och den kallaste är februari, med −4 °C.